# Estacio
Publio Papinio Estacio (Nápoles, c. 45-Roma, 96) fue un poeta y maestro latino.

## Biografía
Era hijo de un caballero de nombre desconocido, originario de Velia, que perdió su fortuna y por ello dejó de pertenecer al rango ecuestre. Se dedicó a la enseñanza en Nápoles donde compuso varios poemas.
En Nápoles, a mediados del siglo I, nació Publio Papini Estacio, que se trasladó a Roma el año 69 para convertirse en un poeta cortesano. Empezó a declamar sus versos públicamente y conoció a Claudia, una viuda con la cual se casó y que tenía ya una hija; ella era músico y estaba muy vinculada a la vida mundana de Roma. El matrimonio no tuvo hijos, pero Estacio educó a un esclavo como si lo fuera, aunque sin llegar a adoptarlo. 
Llevó una vida de hombre de letras en la corte del emperador Domiciano. Fue laureado varias veces en los juegos Albanos, en los Capitolinos y en Nápoles, ante su padre, el año 78. A partir del año 95 enfermó y alternó su residencia entre Roma y Nápoles. No se posee ninguna referencia suya desde el año 96 y es probable que falleciera en Roma dejando inacabada, en el libro X, su Aquileida.

## Obra
En la capital escribiría sus principales obras: 

### Tebaida
Tebaida (91 o 92), dedicada al emperador Domiciano y de estructura algo difusa, de forma que algunas partes sueltas, en particular las elegías funerarias, son superiores al conjunto, quizá por su falta de un personaje principal. En ella se narra en doce libros de hexámetros la guerra de los Siete contra Tebas y la lucha fratricida por la monarquía entre Eteocles y sus aliados, particularmente Tideo y Capaneo, contra su hermano Polinices, rey de la polis griega de Tebas.
La Tebaida fue traducida por el poeta granadino Juan de Arjona (1560-1603) en octavas reales, pero al cabo de seis años murió dejando incompleto su trabajo, que finalmente retomó hasta su conclusión Gregorio Morillo después de 1618. Se publicó al fin en 1871. Hay edición moderna electrónica de Pere-Enric Barreda.

Las armas, el furor de dos hermanos / en pertinaz discordia divididos, / contra ley natural odios profanos, / reinos a veces entre dos regidos, / delitos sin disculpa, de tebanos, / por injuria del tiempo no sabidos, / para que al mundo su memoria espante, / me incita Apolo que renueve y cante. / ¿Por dónde, oh Musas, del Parnaso gloria, / mandáis que dé principio al triste cuento? / Cantaré en el principio de mi historia / de esta gente feroz el nacimiento, / Traeré el robo de Europa a la memoria, / la ley inviolable y mandamiento / de Agenor, y, forzado del destino, / a Cadmo, navegante peregrino.

### Aquileida
Quedó inconclusa la Aquileida, inspirada en las leyendas mitológicas en torno al gran héroe griego Aquiles; lo conservado, no más de 1200 versos (unos 1000 del libro primero, completo; y unos 200 del segundo, del que sólo conservamos una cuarta parte), describe la infancia del héroe con el centauro Quirón y su adolescencia entre las hijas de Licomedes. 

### Silvas
Más populares resultan los cinco libros de sus Silvae, una colección heterogénea de 32 poemas líricos improvisados dedicados a diversos asuntos, como la celebración de natalicios, epitalamios o festejos, el lamento de las elegías funerales, los panegíricos al emperador, etc. Entre ellos es particularmente famoso el dedicado al sueño. En conjunto resultan poemas de una gran frescura y espontaneidad y ofrecen un cuadro de la alta sociedad romana de la época.

## Influencia posterior

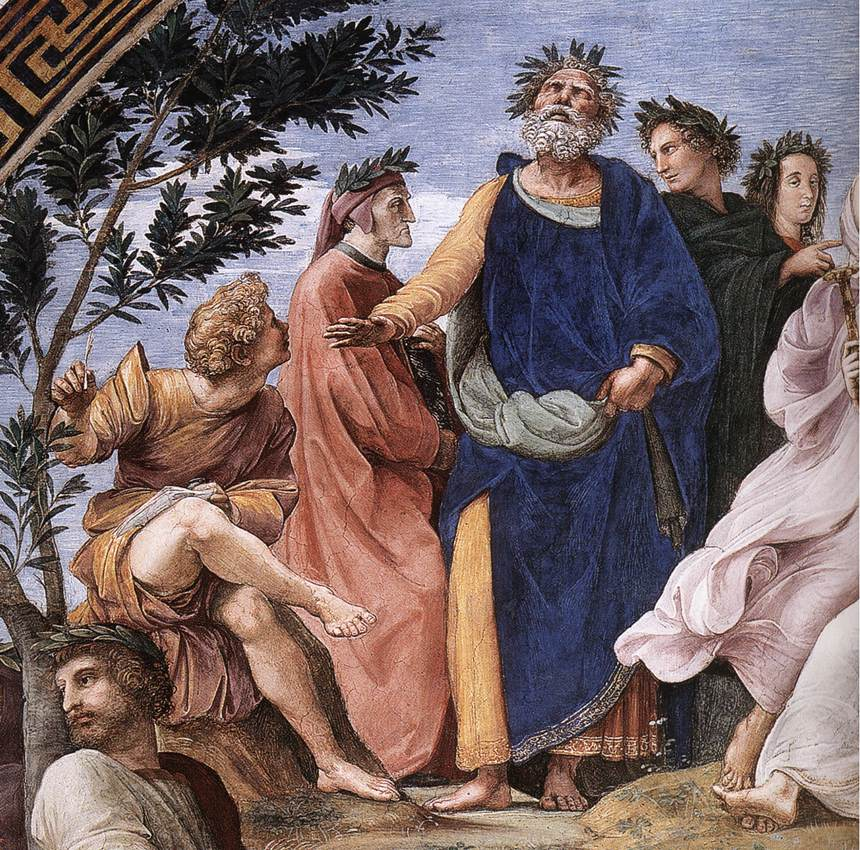
Se ha identificado como Estacio al poeta laureado representado en el extremo derecho (mirando hacia el frente) de El Parnaso de Rafael Sanzio.

Se suele considerar a Estacio un imitador inspirado de Virgilio y su figura fue muy popular durante la Edad Media, porque se creía que se había convertido al Cristianismo. Dante Alighieri se hace acompañar por él al subir por el Purgatorio de su Divina Comedia. Allí, en sus cantos XXI y XXII, Estacio le explica que leyendo La Eneida de Virgilio se le curó la prodigalidad y se convirtió al cristianismo por su profecía de la cuarta égloga (la cual anuncia el nacimiento de un niño divino) junto a los hechos de los mártires; pero como el miedo lo mantuvo fingiendo el paganismo, eso le valió larga estancia en la quinta repisa del Purgatorio. 
Se identifica como Estacio al poeta que ocupa el extremo derecho del grupo superior izquierdo del fresco El Parnaso de Rafael Sanzio (grupo en el que aparecen Ennio, Dante, Homero y Virgilio), en las llamadas «Estancias de Rafael» del Vaticano. Su inclusión junto a tales poetas da cuenta de su popularidad como autor clásico en la Baja Edad Media y en el Renacimiento.